# 印度蘸醬
印度蘸醬（天城文- चटनी，信德語：‎，英文Chutney，也作Chammanthi, Chatney, Chatni, Satni, Thuvayal）也稱為印度酸辣醬，是印度次大陸料理中的一種醬料，印度酸辣醬有許多不同的作法，從蕃茄泥、花生醬或是酸奶、小黃瓜塊、及碎薄荷葉蘸醬等。
源自盎格魯-印度菜的印度蘸醬一般會用較酸的果實，例如酸蘋果、大黃或是damson泡菜，配合等重的糖（有些酸辣醬會用demerara或是紅糖來代替石蜜）。英式的印度蘸醬一般會加入醋，主要目的是讓印度蘸醬中果實可以維持較長的時間（像果醬、泡菜一様）或者是可以作為商業產品販售。印度泡菜會用芥子油來醃製泡菜，但盎格魯-印度式的蘸醬會使用麥芽或蘋果醋以製成口感較溫和的酸辣醬，在西方世界多半和會切達奶酪、冷盤肉類一起食用，是典型酒吧式的冷盤午餐。
以往許多在家中自行製作的泡菜和印度蘸醬，現在已開始商業販售。西方風味的泡菜和印度蘸醬會有大量的醋及糖，加入醋及糖的原因是為了延長產品的有效期限，可以讓消費者安心使用。但若常常食用，攝取的糖量可能會對身體有不良的影響。
在印度製作印度蘸醬的方式可能會類似泡菜，在日照下熟成約二週，之後可以存放一年，或者是由新鮮的蔬果製作，可以冷藏保存幾天或是一週之久。
南印度的Thogayal或Thuvayal（淡米爾語）也是類似印度蘸醬，但是是糊狀的成份。